# Б-67 (футбольний клуб)

Перший логотип клубу

Boldklubben af 1967 або просто «Б-67» (гренл. Boldklubben af 1967) — професіональний ґренландський футбольний клуб з міста Нуук. Крім футбольного, в клубі також діють бадмінтонне та гандбольне відділення.

## Історія
Футбольний клуб «Б-67» було засновано у місті Нуук, столиці Гренландії. На даний час це найтитулованіший клуб країни. Загалом клуб 15 разів вигравав національний чемпіонат, двічі ставав віце-чемпіоном та одного разу бронзовим призером. Останнє чемпіонство клуб оформив у 2024 році після перемоги у фіналі над «Нагдлунгуак-48» з рахунком 3:1.

## Досягнення
- Чемпіонат Гренландії з футболу
  -  Чемпіон (14): 1993, 1994, 1996, 1999, 2005, 2008, 2010, 2012, 2013, 2014, 2015, 2016, 2018, 2023, 2024
  -  Срібний призер (2): 2002, 2004
  -  Бронзовий призер (1): 2003